# Martin Eden

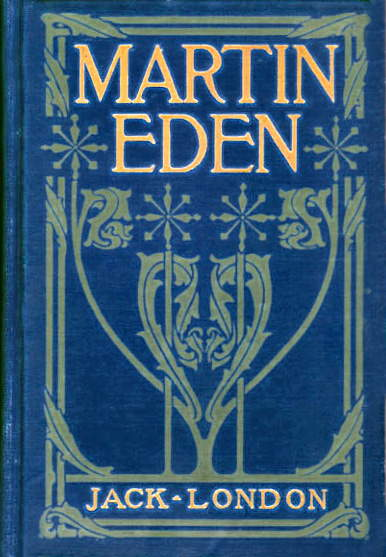

Martin Eden es una novela autobiográfica y naturalista del estadounidense Jack London (1876-1916), publicada por entregas entre 1908 y 1909 en The Pacific Monthly y en forma de libro en ese último mismo año.
Como trata sobre la formación de un artista, puede considerarse perteneciente al género del Künstlerroman. Es la historia de un proletario, un muchacho de pueblo que se hace marinero y, a los veinte años, descubre en Oakland la cultura al ser acogido en una refinada familia burguesa, y se esfuerza en lograr una, como en Jude el oscuro de Thomas Hardy, mediante una formación autodidacta; Martin intenta convertirse en un escritor al principio con la ayuda de la hija burguesa de la familia, Ruth Morse, de la que está enamorado, pero esta luego lo abandona al ver que no alcanza del todo sus objetivos; Eden sin embargo persiste, lee mucho, escribe aunque los editores rechazan sus relatos y novelas, y al fin logra el reconocimiento y la fortuna; pero se desespera por haber obtenido solo un éxito a medias que le parece peor que un fracaso.
Eden se diferencia de London en que rechaza el socialismo y lo ataca como "moral de esclavos"; se funda en un individualismo nietzscheano. En una nota a Upton Sinclair, London escribió: "Uno de mis motivos en este libro fue atacar al individualismo (en la persona del héroe). Debo haberme confundido, ya que ni un solo crítico lo ha descubierto".
La obra, una historia sobre un hombre que se hace y se destruye a sí mismo, ha sido traducida al español con importantes lagunas, y solo en ediciones recientes se ha vertido enteramente.